# 司天星
司天星（30 Urania）是第30颗被人类发现的小行星，于1854年7月22日发现。司天星的直径为100.15千米，质量为1.1×1018千克，公转周期为1330.017天。
司天星以希臘神話的繆斯烏拉尼亞命名。